# Walthamstow
För albumet av East 17, se Walthamstow (musikalbum).

Walthamstow är en stadsdel (district) i London Borough of Waltham Forest i nordöstra London, tidigare en självständig stad. Platsen är känd sedan cirka 1075 och betecknas i London Plan som ett av Greater Londons 35 huvudcentra. Pendeltåg och tunnelbana (Victoria Line) förbinder stadsdelen med centrala London.